# Guilhem Magret

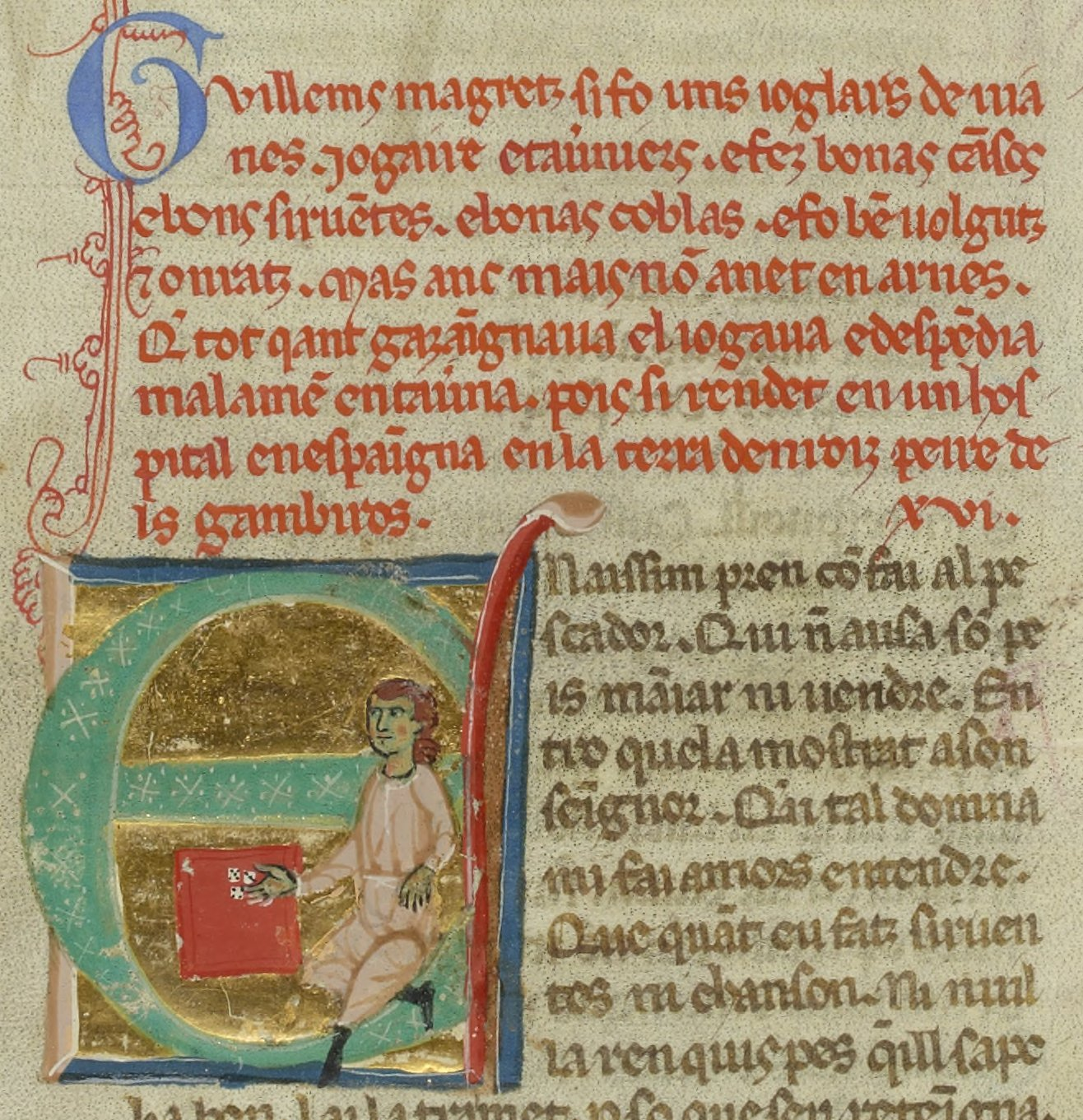
BnF ms. 854 fol. 139. Vida i retrat de Guilhem Magret, representat jugant a daus (en el detall de la fotografia es veu que ha tirat un cinc, un quatre i un tres)

Guilhem Magret   (1195 (Gregorià) - 1210 (Gregorià)) fou un trobador occità. Se'n conserven vuit composicions.

## Biografia
No es tenen dades en fonts d'arxiu d'aquest autor. Segons la vida fou un joglar de Vienès i el presenta com un "jogaire e taverniers" ("jugador i visitant de tavernes") que es gastava tot el que guanyava en el joc i les tavernes (vegeu la il·lustració del ms. 854). Encara segons la vida, es retirà en un hospital d'Espanya, en terres de Rui Diaz de Cameros.
Pot ser que les idees per a la redacció de la vida hagin estat preses de la tençó amb Guilhem Rainol d'At, ja que aquest li diu, entre altres coses, que li han arruïnat la vida els daus, les prostitutes i les copes de vi, i l'etiqueta de foll i nici.
Pel que fa a les dates, es poden fixar a partir de les al·lusions que fa: la més antiga que es pot trobar és a la mort d'Alfons d'Aragó (1196) i la més moderna a la coronació a Roma de Pere el Catòlic (1204).

## Obra
Es conserven 8 composicions de Guilhem Magret: quatre cançons, dos sirventesos, una cobla i una tençó. De dues d'elles se'n conserva la melodia (Enaissi·m pren cum fai al pescador i Aigua pueia contramon).

### Cançons
- (223,2)[3] Atrestan be·m tenc per mortal
- (223,3) Enaissi·m pren cum fai al pescador
- (223,4) Ma dompna·m ten pres
- (223,7) Trop meilhs m'es pres qu'a'n Golfier de las Tors

### Sirventesos
- (223,1) Aigua pueia contramon
- (223,5a) Mout mi plai quan vey dolenta

### Cobla
- (223,6) Non valon re coblas ni arrazos

### Tensons
- (223,5 = 231,3) Magret, pujat m'es el cap (amb Guilhem Rainol d'At)

### Edicions
- Fritz Naudieth, Der Trobador Guillem Magret, (Beihefte zur Zeitschrift für romanische Philologie 52 (1914), pp. 79-144), Halle, 1914

### Repertoris
- Guido Favati (editor), Le biografie trovadoriche, testi provenzali dei secc. XIII e XIV, Bologna, Palmaverde, 1961, pàg. 300
- Martí de Riquer, Vidas y retratos de trovadores. Textos y miniaturas del siglo XIII, Barcelona, Círculo de Lectores, 1995 p. 262-264 [Reproducció de la vida, amb traducció a l'espanyol, i miniatures dels cançoners I i K]
- Alfred Pillet / Henry Carstens, Bibliographie der Troubadours von Dr. Alfred Pillet […] ergänzt, weitergeführt und herausgegeben von Dr. Henry Carstens. Halle : Niemeyer, 1933 [Guilhem Magret és el número PC 223]